# Microscope sans lentille
La notion de microscope sans lentille (anglais : lensless imaging) peut désigner deux types très différents de microscope optique
1. un microscope utilisant le principe de l'holographie en ligne pour obtenir une image. Il est utilisé en biologie pour observer des cellules et bactéries en grand nombre[1],[2] et pour détecter des virus, là où un microscope optique à lentilles ne peut observer que les cellules ou bactéries et est incapable de détecter les virus [2][réf. à confirmer].
2. un système de prise de vue nombreuses et rapides produisant une image floue ensuite fortement améliorée par des logiciels de déconvolution et des algorithmes de superrésolution[3]

## Histoire
La méthode a été imaginée par Dennis Gabor, l'inventeur de l'holographie, en 1948. Toutefois, la technologie de l'époque ne permettait pas de traiter l'image holographique générée. Plusieurs laboratoires se sont intéressés à cette technologie, en particulier le Pr Ozcan de l'Université de Californie à Los Angeles, et l'Institut Carnot LETI du CEA.
Les entreprises Iprasense (Montpellier) et Cellemic (Los Angeles) commercialisent des dispositifs d'imagerie microscopique sans lentille.

## Principe
L'échantillon est éclairé par une diode laser ou une diode électroluminescente (cette dernière est alors couplée à un diaphragme),,. Un capteur optique CMOS enregistre un signal d'interférence résultant de la superposition de l'onde éclairant l'échantillon et de l'onde que ce dernier diffracte,,. L'image est ensuite traitée informatiquement pour reconstruire l'image de l'échantillon,,.

## Intérêts
La microscopie sans lentille utilisant le principe de l'holographie en ligne permet d'observer des cellules et bactéries en grand nombre (le champ de vue n'est pas limité par le diamètre des composants optiques habituels :  objectifs de microscope,  lentilles). En effet, seule la taille du capteur CMOS limite le champ de vision ; il existe désormais des capteurs d'une surface de 24 à 30 mm2 comprenant 16 millions de pixels. À l'aide d'algorithmes optimisés pour limiter les temps de calcul, il est possible de filmer des cultures cellulaires.
Un autre avantage est le très faible coût et l'encombrement très limité de ce dispositif,. Développé en instrument portable, il peut ainsi être déployé au plus près des médecins, infirmiers, voire des patients eux-mêmes (on parle de dispositifs Point-of-care testing) ; sur des régions qui peuvent éventuellement être éloignées de tout laboratoires.
La résolution est principalement limitée par la taille des pixels du capteur CMOS, mais des techniques permettent d'améliorer celle-ci.
Les microscopes sans lentilles pourraient être intégrés sur des laboratoires sur puces ou sur des smartphones en profitant des capteurs d’images déjà intégrés.